# Isolaat (taalkunde)
Een isolaat of geïsoleerde taal (niet te verwarren met een isolerende taal) is in de taaltypologie een natuurlijke taal waarvan tot nu toe geen enkele 'genetische' verwantschap met andere talen kan worden aangetoond, met andere woorden een taal die bij geen enkele taalfamilie kan worden ingedeeld. Maar aangezien de vergelijkende taalkunde steeds meer vorderingen maakt, is het niet ondenkbaar dat talen die nu nog als isolaten worden beschouwd ooit bij een bepaalde groep zullen worden ingedeeld, of als creooltaal zullen worden beschouwd.

## Voorbeelden
Het bekendste en tevens enige Europese voorbeeld is het Baskisch. In Siberië en Oost-Azië zijn het Aino, het Ket en het Giljaaks of Nivch vooralsnog onomstreden voorbeelden van isolaten. Hetzelfde geldt voor het Burushaski en Nahali in Zuid-Azië. In Meso-Amerika wordt het Huave als isolaat beschouwd, omdat er van de verschillende pogingen tot genetische classificatie nog geen enkele succesvol is gebleken.  Ook het Japans en het Koreaans worden soms wel als isolaten beschouwd, maar deze talen vertonen met name sterke grammaticale overeenkomsten, zowel onderling als met de Altaïsche talen, zoals het Turks en het Mongools. Daarom zijn het waarschijnlijk geen isolaten. De linguïstiek heeft hier nog geen overeenstemming over bereikt. Van de talen die tot en met de 19e eeuw op het eiland Tasmanië werden gesproken is niet bekend of ze verwant waren aan de Austronesische talen, en als gevolg van de Europese kolonisatie is dit hoogstwaarschijnlijk ook niet meer na te gaan. Dit is vergelijkbaar met de situatie van het schiereiland Neder-Californië, bijvoorbeeld de Pericú-taal.
Ook uit de Oudheid is een aantal talen bekend waarvan de verwantschap niet met zekerheid is vast te stellen, zoals:
- Etruskisch
- Iberisch
- Egeïsch (vóór-Griekse talen)
- 'Azianisch'
  - Hurritisch
  - Urartisch
- Elamitisch
- Sumerisch
- Kassitisch
- Hattisch

## Verwante begrippen
Bij gebarentalen zijn verschillende zogenaamde dorpsgebarentalen bekend. Deze talen zijn bij enige uitbreiding van het begrip "isolaat" ook te beschouwen als isolaten.